# Европска библиотека
Европска библиотека (енгл. The European Library, TEL) је сервис на Веб-у који нуди приступ ресурсима 47 националних библиотека Европе. Ресурси обухватају књиге, новине, часописе, аудио-записе и друге материјале, у физичком и дигиталном облику. Портал Европске библиотеке пружа бесплатно претраживање, а као резултате даје записе метаподатака или дигиталне објекте, бесплатно или уз накнаду. Глобални менаџмент Европске библиотеке заснован је на конзорцијуму 23 националне библиотеке, које су одговорне за одржавање и развој сервиса на Порталу.

## Историјат
Портал Европске библиотеке покренут је у сарадњи са 9 националних библиотека и CENL-ом (Конференција директора европских националних библиотека) у оквиру пројекта ТЕЛ (Европска библиотека: Капија ка европском знању). Инициран 2001, пројекат ТЕЛ окончан је 2004. године, а био је финансиран под Петим оквирним програмом Европске комисије. Националне библиотеке следећих земаља учествовале су у пројекту ТЕЛ: Финске, Немачке, Италије (Фиренца и Рим), Холандије, Португала, Словеније, Швајцарске и Велике Британије.
Портал TheEuropeanLibrary.org је постављен на Интернет 17. марта 2005. За мање од годину дана, забележено је преко 500.000 посета. У том тренутку Портал је пружао приступ до 23 збирке које су се могле претраживати, а путем хиперлинкова било је могуће прегледати још 21 збирку. Националне библиотеке Аустрије, Хрватске и Србије прикључиле су се Порталу у јулу 2005. 
Националне библиотеке 10 нових чланица Европске уније придружиле су се сервису Европске библиотеке као пуноправне чланице у оквиру пројекта TEL-ME-MOR (2005-2007). Националне библиотеке Естоније и Летоније, као и Данска краљевска библиотека, постале су пуноправне чланице Конзорцијума 1. јануара 2006. У јулу 2006, националне библиотеке Чешке Републике, Словачке Републике и Мађарске добиле су могућност да прикажу своје дигиталне ресурсе на Порталу, док су националне библиотеке Кипра, Литваније, Малте и Пољске ту прилику добиле крајем децембра 2006. 
Европска библиотека предузела је следећи корак ка проширењу преко пројекта EDL, који би требало да укључи дигиталне објекте преосталих 9 националних библиотека ЕУ и ЕФТА држава. Пројекат EDL покренут је у септембру 2006. Државе које учествују у овом пројекту су или чланице Европске уније или Европског удружења слободне трговине: Белгија, Грчка, Исланд, Ирска, Лихтенштајн, Луксембург, Норвешка, Шпанија и Шведска. Поред пружања помоћи овим земљама да се укључе, пројекат је концентрисан на вишејезичност, предузети су први кораци ка Европском регистру метаподатака, а бави се и израдом смерница на пољу дигитализације у националним библиотекама. У оквиру пројекта EDL одржане су две врло успешне радионице које су се бавиле техничким и политичким аспектима укључивања осталих дигиталних архива културног наслеђа у Европску дигиталну библиотеку. Пројекат EDL финансијски је подржан од стране Европске комисије под eContentPlus програмом и трајаће 18 месеци. 

## Србија у Европској библиотеци
Народна библиотека Србије укључила се у пројекат Европске библиотеке 1. јула 2005. године и од тада активно сарађује са канцеларијом Пројекта и осталим националним библиотекама. Десет дигиталних збирки из Србије налази се на Порталу Европске библиотеке, пет збирки је могуће претраживати директно са Портала, до садржаја преосталих пет воде директни линкови. Једна од претраживих збирки је узајамна библиографско-каталошка база података COBIB.SR, коју Народна библиотека Србије гради заједно са Библиотеком Матице српске, Универзитетском библиотеком «Светозар Марковић» и осталим чланицама Виртуелне библиотеке Србије. Остале збирке припадају Дигиталној библиотеци Србије.

## Планови
Европска библиотека има за циљ да у ближој будућности постане централна капија ка свим електронским изворима 47 националних библиотека Европе. Европска комисија објавила је 2. марта 2006, да ће Европска библиотека обезбедити инфраструктуру за Европску дигиталну библиотеку, заједнички сервис за приступ дигиталним збиркама библиотека, архива и музеја Европе.

## Алат за претраживање
Портал TheEuropeanLibrary.org непрекидно се прилагођава потребама нових крајњих корисника и непрестано повећава број библиотека чланица. На почетку, Портал је био у екперименталној фази и могло му се прићи искључиво преко Веб читача Интернет Ехплорер 6.0. Од јуна 2005, и преко Веб читача Camino, Netscape, Mozilla и Firefox могу се користити сервиси Европске библиотеке. Остали читачи као Opera, Safari и Galeon још увек нису компатибилни са архитектуром портала Европске библиотеке. Портал TheEuropeanLibrary.org одржава канцеларија Европске библиотеке која је смештена у Холандској краљевској библиотеци у Хагу, којом управља Џил Казнс, директорка Европске библиотеке. Од марта 2007, претраживач Европске библиотеке («Мини Европска библиотека») може се постављати и на друге Веб презентације. 